# Tamba ardescens
Tamba ardescens là một loài bướm đêm trong họ Noctuidae.